# ماكهنري
ماكهنري (إلينوي) (بالإنجليزية: McHenry, Illinois)‏ هي مدينة تقع في الولايات المتحدة في مقاطعة مكهنري، إلينوي. يقدر عدد سكانها بـ 26,992 نسمة .

## التركيبة السكانية
حدّد مكتب تعداد الولايات المتحدة بيانات التركيبة السكانية لماكهنري في تعداد الولايات المتحدة. في ما يلي، التركيبة السكانية حسب تعدادي 2000 و2010.

### تعداد عام 2000
بلغ عدد سكان ماكهنري 21,501 نسمة بحسب تعداد عام 2000، وبلغ عدد الأسر 7,872 أسرة وعدد العائلات 5,560 عائلة مقيمة في المدينة. في حين سجلت الكثافة السكانية 557.7 نسمة لكل كيلومتر مربع (1,444.4/ميل2). وبلغ عدد الوحدات السكنية 8,127 وحدة بمتوسط كثافة قدره 210.8 لكل كيلومتر مربع (546.0/ميل2).
وتوزع التركيب العرقي للمدينة بنسبة 94.18% من البيض و0.35% من الأمريكيين الأفارقة و0.21% من الأمريكيين الأصليين و0.89% من الأمريكيين ذوي الأصول الآسيوية و0.04% من سكان جزر المحيط الهادئ و3.31% من الأعراق الأخرى و1.02% من عرقين مختلطين أو أكثر و7.10% من الهسبانيون أو اللاتينيون من أي عرق.
بلغ عدد الأسر 7,872 أسرة كانت نسبة 40.7% منها لديها أطفال تحت سن الثامنة عشر تعيش معهم، وبلغت نسبة الأزواج القاطنين مع بعضهم البعض 57.2% من أصل المجموع الكلي للأسر، ونسبة 9.5% من الأسر كان لديها معيلات من الإناث دون وجود شريك،  بينما كانت نسبة 3.9% من الأسر لديها معيلون من الذكور دون وجود شريكة وكانت نسبة 29.4% من غير العائلات. تألفت نسبة 24.7% من أصل جميع الأسر من عدة أفراد يعيشون في نفس المنزل ونسبة 9.9% كانت تتألف من شخص يعيش بمفرده يبلغ من العمر 65 عاماً أو أكثر. وبلغ متوسط حجم الأسرة المعيشية 2.70، أما متوسط حجم العائلات فبلغ 3.25.
بلغ العمر الوسطي للسكان 34.3 عاماً. وكانت نسبة 28.5% من القاطنين تحت سن الثامنة عشر، وكانت نسبة 7.8% بين الثامنة عشر والرابعة والعشرين عاماً، ونسبة 32.7% كانت واقعةً في الفئة العمرية ما بين الخامسة والعشرين والرابعة والأربعين عاماً، ونسبة 19.8% كانت ما بين الخامسة والأربعين والرابعة والستين، ونسبة 10.2% كانت ضمن فئة الخامسة والستين عاماً فما فوق. يوجد لكل 100 أنثى 95.8 ذكر، ويوجد لكل 100 أنثى في الثامنة عشر من عمرها فما فوق 92.6 ذكر.
بلغ متوسط دخل الأسرة في المدينة 55,759 دولارًا، أما متوسط دخل العائلة فبلغ 66,040 دولارًا. وكان متوسط دخل الذكور 46,552 دولارًا مقابل 29,808 دولارًا للإناث. وسجل دخل الفرد الخاص بالمدينة 23,272 دولارًا. وكانت نسبة 3.8% من العائلات ونسبة 4.6% من السكان تحت خط الفقر، وكان من هؤلاء نسبة 6.2% تحت سن الثامنة عشر ونسبة 2.6% في الخامسة والستين من العمر وما فوق.

### تعداد عام 2010
بلغ عدد سكان ماكهنري 26,992 نسمة بحسب تعداد عام 2010، وبلغ عدد الأسر 10,075 أسرة وعدد العائلات 6,970 عائلة مقيمة في المدينة. في حين سجلت الكثافة السكانية 700.2 نسمة لكل كيلومتر مربع (1,813.5/ميل2). وبلغ عدد الوحدات السكنية 10,741 وحدة بمتوسط كثافة قدره 278.6 لكل كيلومتر مربع (721.6/ميل2).
وتوزع التركيب العرقي للمدينة بنسبة 90.29% من البيض و0.74% من الأمريكيين الأفارقة و0.35% من الأمريكيين الأصليين و1.56% من الأمريكيين ذوي الأصول الآسيوية و0.02% من سكان جزر المحيط الهادئ و5.47% من الأعراق الأخرى و1.57% من عرقين مختلطين أو أكثر و12.78% من الهسبانيون أو اللاتينيون من أي عرق.
بلغ عدد الأسر 10,075 أسرة كانت نسبة 36.7% منها لديها أطفال تحت سن الثامنة عشر تعيش معهم، وبلغت نسبة الأزواج القاطنين مع بعضهم البعض 54.5% من أصل المجموع الكلي للأسر، ونسبة 10.4% من الأسر كان لديها معيلات من الإناث دون وجود شريك،  بينما كانت نسبة 4.3% من الأسر لديها معيلون من الذكور دون وجود شريكة وكانت نسبة 30.8% من غير العائلات. تألفت نسبة 25.3% من أصل جميع الأسر من عدة أفراد يعيشون في نفس المنزل ونسبة 10.3% كانت تتألف من شخص يعيش بمفرده يبلغ من العمر 65 عاماً أو أكثر. وبلغ متوسط حجم الأسرة المعيشية 2.66، أما متوسط حجم العائلات فبلغ 3.20.
بلغ العمر الوسطي للسكان 37.2 عاماً. وكانت نسبة 25.9% من القاطنين تحت سن الثامنة عشر، وكانت نسبة 7.9% بين الثامنة عشر والرابعة والعشرين عاماً، ونسبة 28.2% كانت واقعةً في الفئة العمرية ما بين الخامسة والعشرين والرابعة والأربعين عاماً، ونسبة 26.6% كانت ما بين الخامسة والأربعين والرابعة والستين، ونسبة 11.5% كانت ضمن فئة الخامسة والستين عاماً فما فوق. وتوزع التركيب الجنسي للسكان بنسبة 48.5% ذكور و51.5% إناث.

## أعلام
- إد هيوز
- ألان اولسن
- بولين بالمر